# Goddams
Goddams o les goddamns erano degli epiteti con cui i francesi iniziarono a chiamare gli inglesi (e in particolare la loro fanteria) durante la guerra dei cent'anni e molti altri conflitti tra Inghilterra e Francia nel corso del Medioevo, a causa delle loro frequenti bestemmie. 

## Descrizione
Il termine godons era usato all'epoca di Giovanna d'Arco con identico significato; le forme goddam, goddem e godden derivano dalla medesima espressione.
Richard Francis Burton sottolinea l'analogo uso di Godames in Brasile e Gotama in Somalia
Questa espressione è usata anche dagli Acadiani del Québec e della Louisiana, e Zachary Richard l'ha inclusa nel testo di una sua canzone in francese.